# Tvrtko Čubelić
Tvrtko Čubelić (Bihać, 2. ožujka 1913. – Zagreb, 10. kolovoza 1995.) bio je hrvatski povjesničar književnosti i folklorist.
Studirao filozofiju, etnologiju i jugoslavistiku na Filozofskom fakultetu u Zagrebu. Radio je u Klasičnoj gimnaziji u Zagrebu od 1947. do 1948. godine. Na istom fakultetu bio redovni profesor i predstojnik Katedre za usmenu narodnu književnost. Bavio se prikupljanjem, istraživanjem i interpretiranjem djela narodne književnosti.

## Djela
- Tvrtko Čubelić. Književno-teorijski pojmovi i književni leksikon : u osvjetljenju folkloristike kao fundamentalne znanosti o ukupnosti usmenog narodnog stvaralaštva / 4. izd. Ante i Danica Pelivan. Zagreb. 1994.
- Tvrtko Čubelić. Korijeni i staze izvornog, narodnog, usmenog stvaralaštva. Pelivan. Zagreb. 1993.
- Tvrtko Čubelić. Povijest i historija usmene narodne književnosti. Ante Pelivan i Danica Pelivan. Zagreb. 1988.
- Tvrtko Čubelić. Junačke narodne pjesme  (priredio Tvrtko Čubelić) 17. izd. Školska knjiga, Zagreb.  1983.
- Tvrtko Čubelić. Na stazama usmenog narodnog stvaralaštva. Pedagoški fakultet u Osijeku. Osijek. 1982.
- Tvrtko Čubelić. Književni leksikon: Osnovni teorijsko-književni pojmovi i bio-bibliografske bilješke o piscima. Filozofski fakultet. Zagreb. 1972.
- Tvrtko Čubelić. Narodne pripovijetke.  Izbor tekstova s komentarima i objašnjenjima i rasprava o narodnim pripovijetkama, Peto izdanje (Prošireno i dopunjeno te kritički sređeno). Usmena narodna književnost, knjiga 4 (Vlastita naklada). Zagreb 1970.
- Tvrtko Čubelić. Usmena narodna književnost. knjiga 3. Epske narodne pjesme. Zagreb, 1970, štamparsko-izdavački zavod Zrinski, Čakovec.
- Tvrtko Čubelić. Kategorije usmenosti i pisanosti kao prvotni i konstitutivni principi u jezičkim i književnim realizacijama. "Radovi" Zavoda za slavensku filologiju, 9, Zagreb 1968.
- Tvrtko Čubelić. Svijet i oblikovani (strukturni) principi srpskohrvatske epske narodne pjesme, Slovenski etnograf 14, Ljubljana 1961.
- Slika društvenih i kulturnih prilika u našoj narodnoj epici (rukupis i Disertacija, Zagreb 1961), deset panoramsko-antologijskih odabira iz narodne književnosti (s predgovorima i pogovorima), članci o narodnim plesovima i književnosti – u periodici.